# Johan Norlén
Johan Norlén (i riksdagen kallad Norlén i Sundsvall), född 18 februari 1870 i Tierps församling, Uppsala län, död 11 januari 1957 i Västerleds församling, Stockholm
, var en svensk folkskollärare och politiker (liberal).
Johan Norlén, som kom från en bondefamilj, tog folkskollärarexamen 1896 och arbetade därefter som folkskollärare i Stockholmstrakten och Medelpad, åren 1907-1932 i Sundsvall. Han hade också ledande uppdrag i nykterhetsrörelsen, bland annat som internationell chef för Templars of Temperance 1912-1922.
Han var riksdagsledamot i andra kammaren för Sundsvalls valkrets 1910–1911 och tillhörde i riksdagen Frisinnade landsföreningens riksdagsgrupp Liberala samlingspartiet. Han var bland annat suppleant i andra kammarens andra tillfälliga utskott 1911. Som riksdagsman engagerade han sig främst inom alkoholpolitiken.